# Hoogvlakte van Lublin

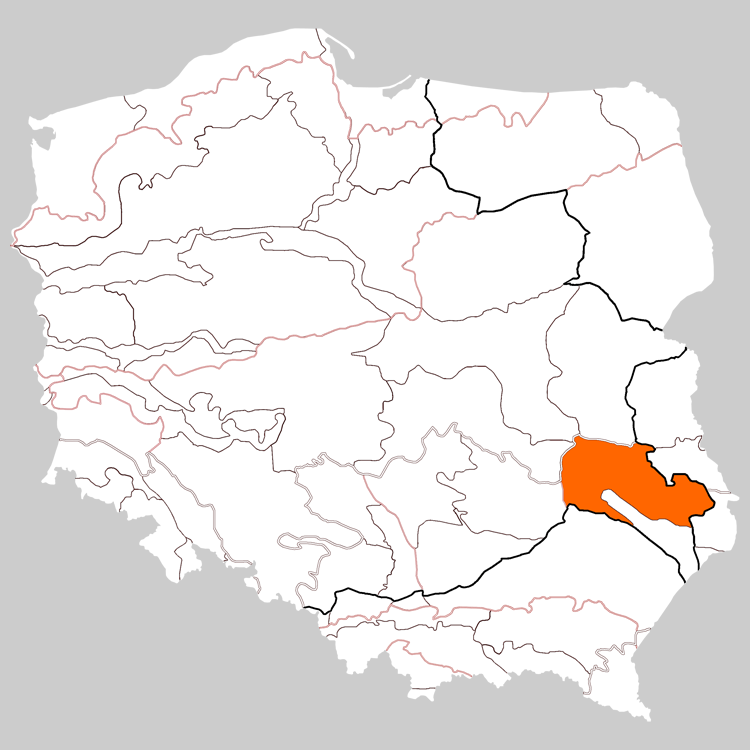
Fysisch-geografische regio's van Polen met in rood de hoogvlakte van Lublin

De Hoogvlakte van Lublin (Pools: Wyżyna Lubelska) is een geografische regio in het oosten van Polen en bevindt zich in het Woiwodschap Lublin. Het gebied wordt begrensd door de rivieren Weichsel en de Westelijke Boeg. Het gebied heeft een oppervlakte van 7.200 km². Het hoogste punt ligt op 314 meter boven zeeniveau. De grootste steden op de hoogvlakte zijn: Lublin, Chełm, Zamość, Puławy en Kraśnik.
In de geomorfologische indeling van Polen zijn de hoogvlakte van Lublin en het zuidelijker gelegen Heuvelland van Roztocze onderdeel van de grotere Hoogvlakte van Lublin en Lvov (Pools:  Wyżyna Lubelsko-Lwowska). Aan de noordkant grenst de hoogvlakte aan West Polesië (Polesie Zachodnie) en Wolynisch Polesië Polesie Wołyńskie).  In Oekraïne gaat de hoogvlakte over in de Hoogvlakte van Wolynië en Podolië. Aan de westzijde ligt het Centraal Poolse laagland (Niziny Środkowopolskie). 

## Afbeeldingen

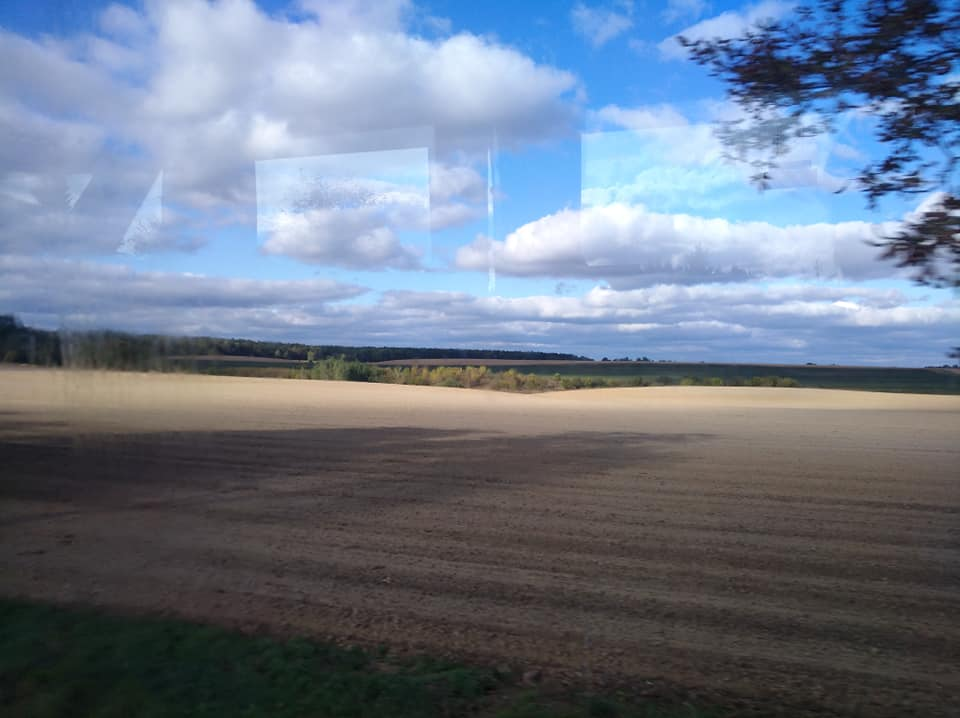
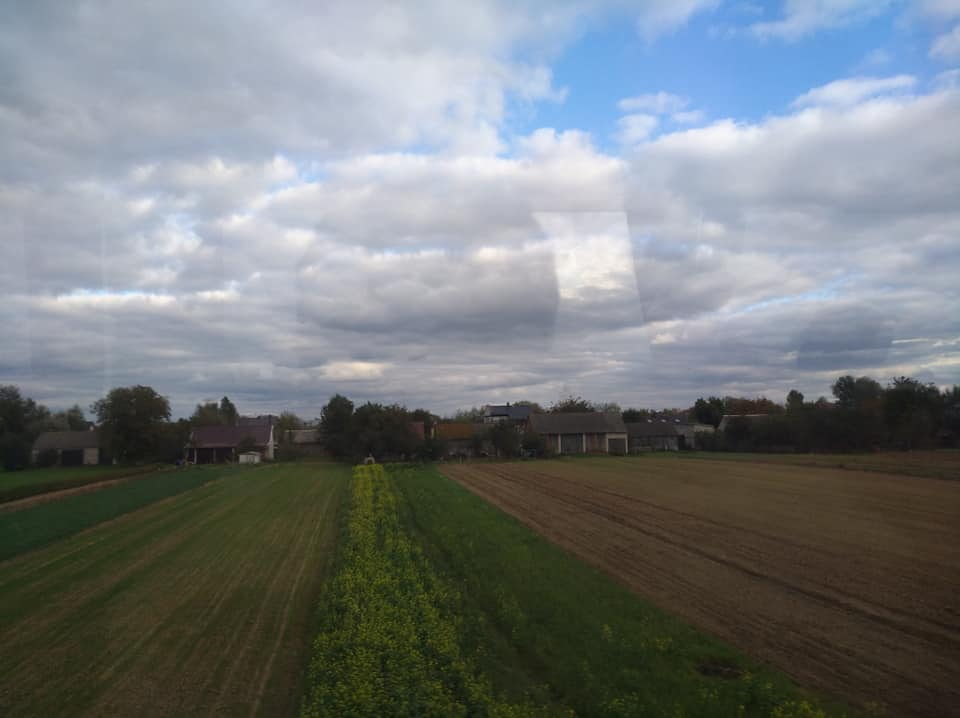
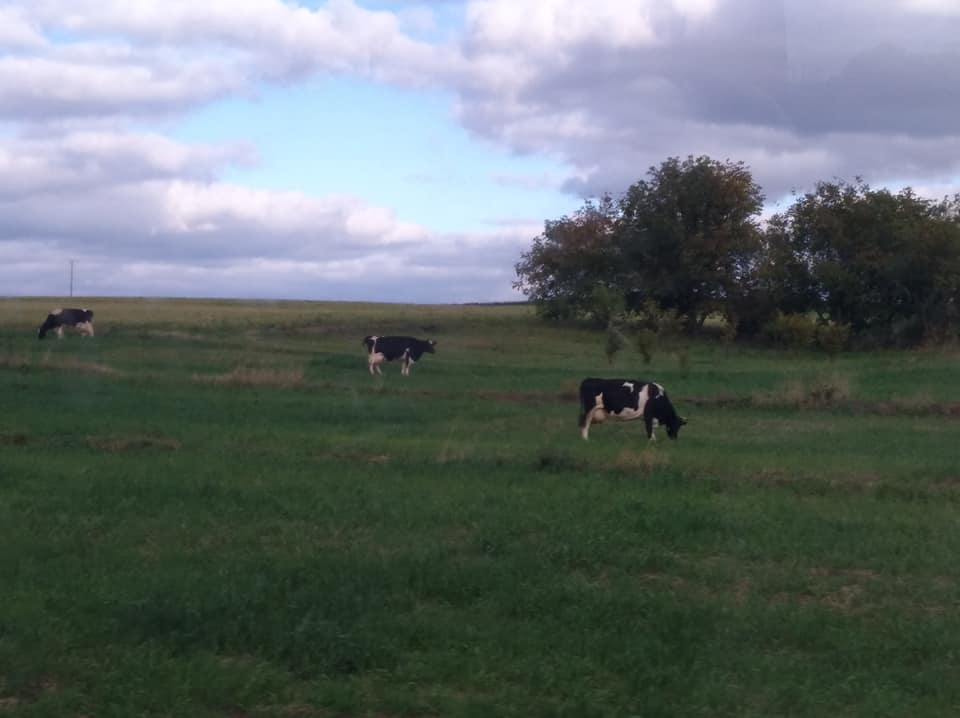
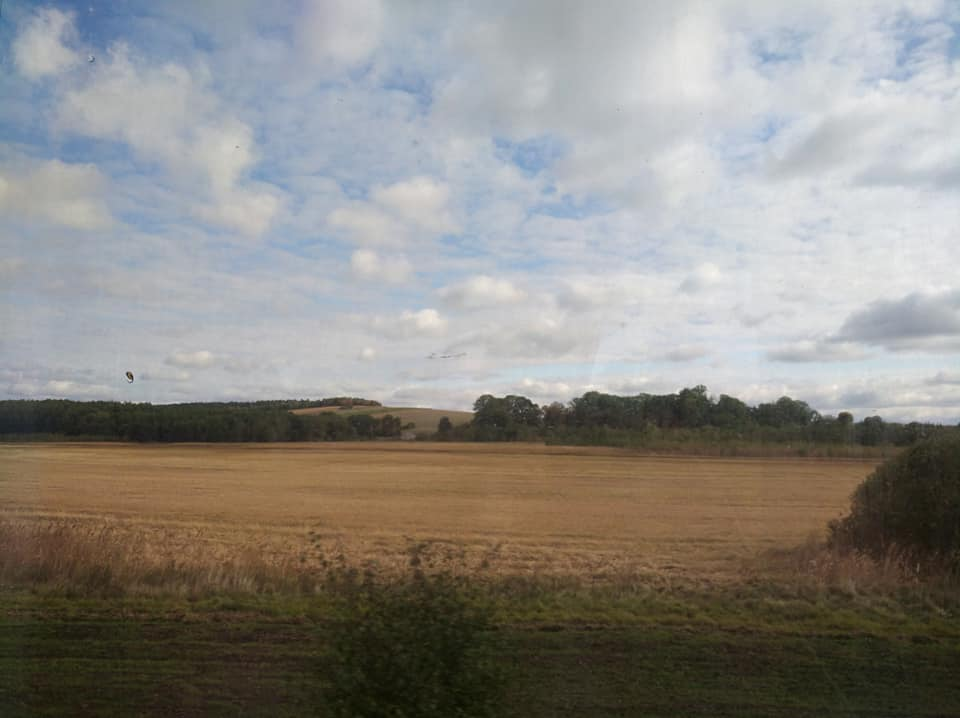
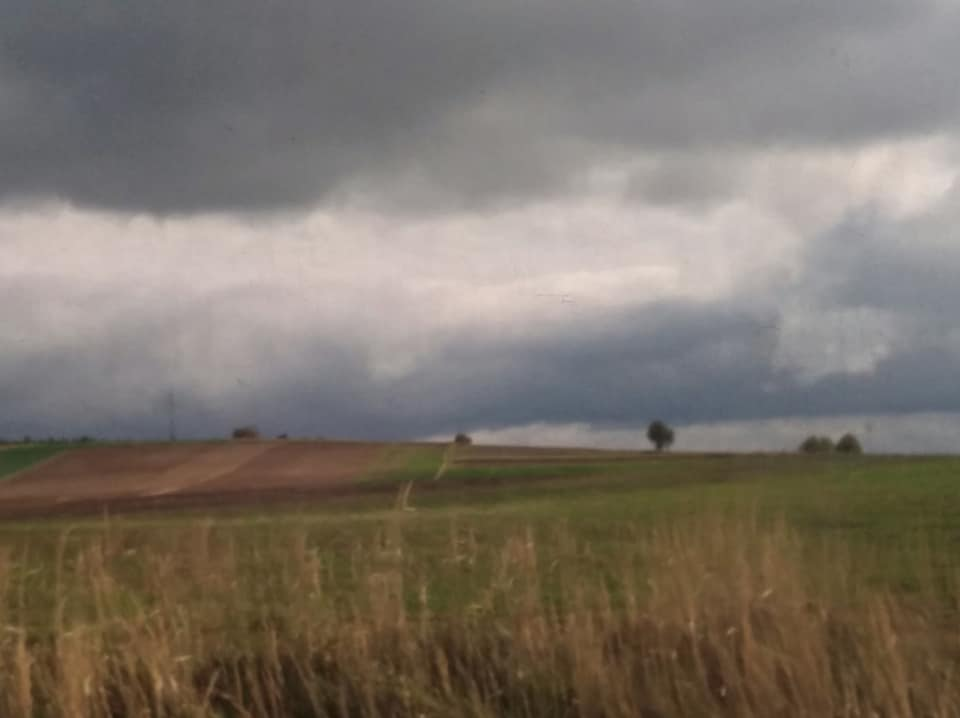
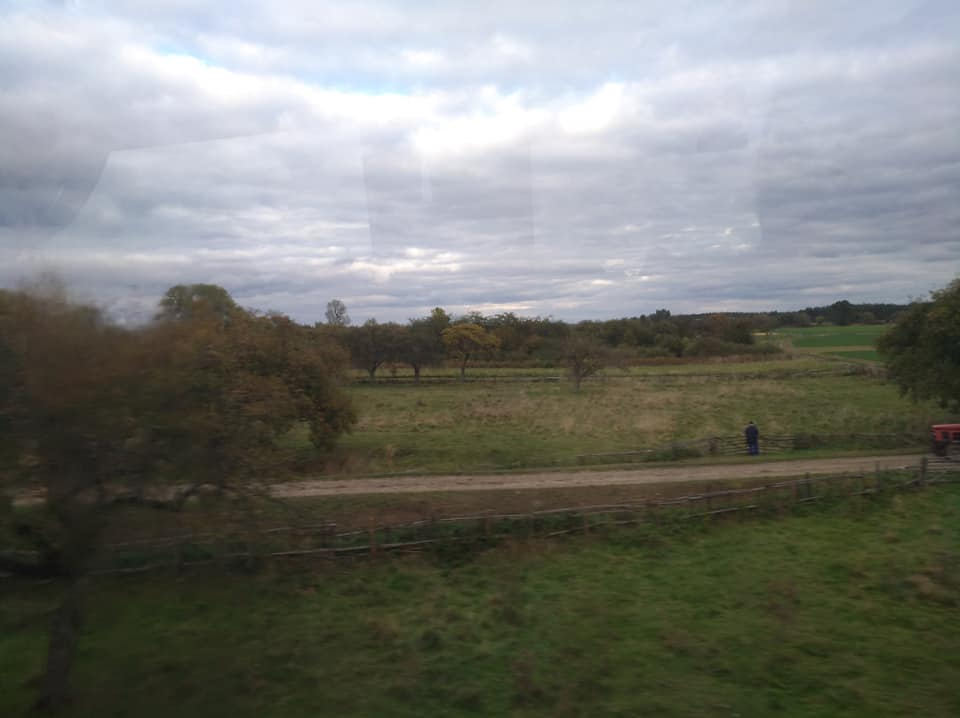